# 尤里卡鎮區 (堪薩斯州巴頓縣)
尤里卡鎮區（英語：Eureka Township）為位在美國堪薩斯州巴頓縣的鎮區。2010年美国人口普查中該鎮區人口有82人。
尤里卡鎮區於1878年設立。

## 地理
尤里卡鎮區涵蓋面積93.49平方（36.10平方英里），境內無城鎮設立。

### 墓園
根據美國地質調查局的資料，此鎮區僅有1座墓園：
- 沃爾納特瓦利墓園（Walnut Valley Cemetery）

## 人口統計
根據2010年美國人口普查，尤里卡鎮區人口有82人，人口密度為0.88人/平方公里。種族方面，100%為白人；0%為非裔美洲人；0%為美洲原住民；0%為亞洲人；0%為太平洋島民；0%為其他種族；另外有0%為兩個或以上的種族。而西班牙裔美國人或拉丁美洲人佔該鎮區人口的0%。

## 外部連結
- US-Counties.com
- City-Data.com （页面存档备份，存于）